# Potnia Theron

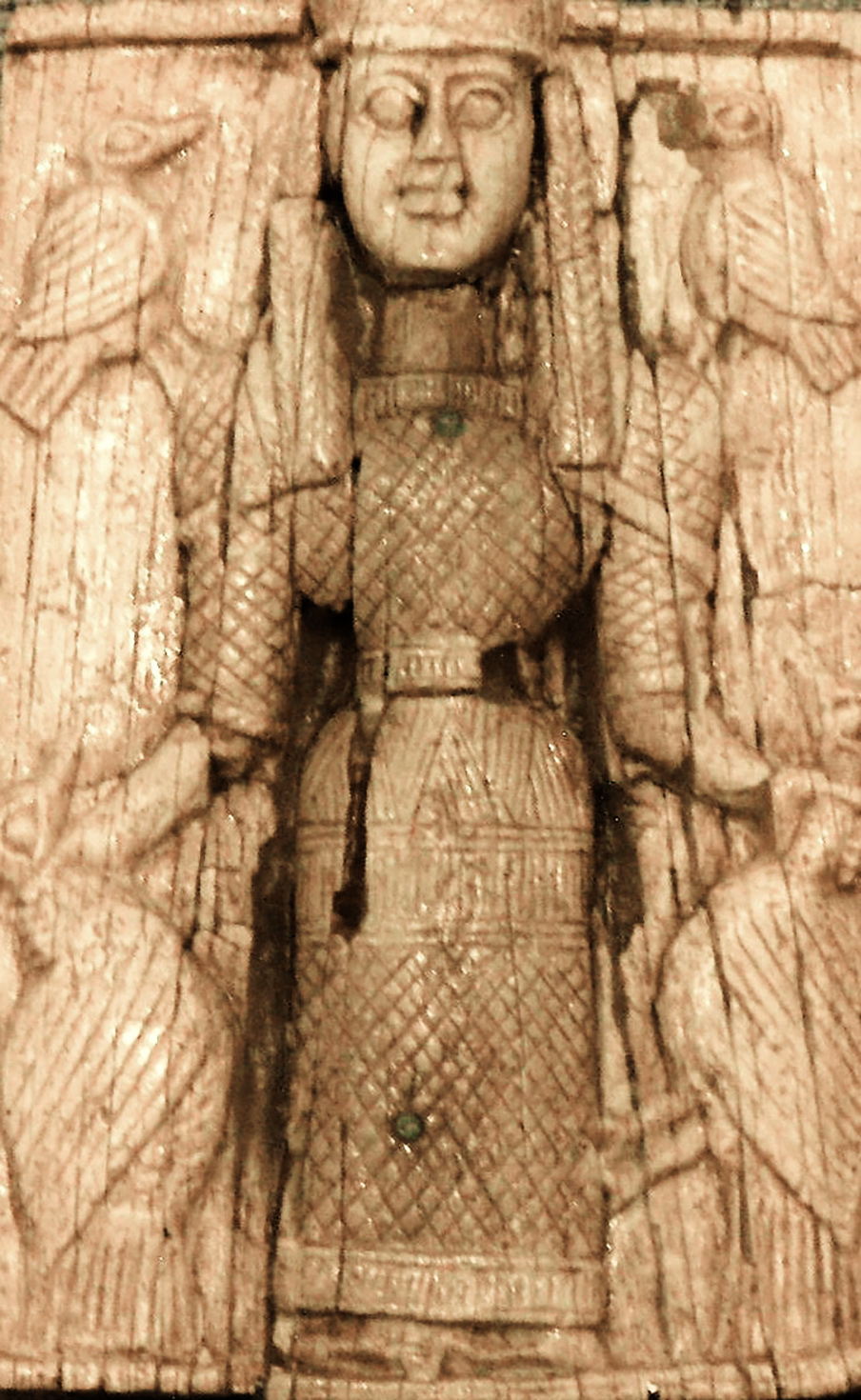
Representación de la diosa Artemisa Ortia en su postura habitual de Potnia Theron sobre una ofrenda votiva arcaica de marfil (Museo Arqueológico Nacional de Atenas).

Potnia Theron (‘señora de los animales’) es un título de la diosa Artemisa mencionado por Homero en la Ilíada y que ha sido aplicado también a representaciones de diosas de la civilización minoica y a otras diosas olímpicas cuando éstas aparecen representadas con animales. 

En particular, parece como si una Gran Diosa, especialmente como «Señora de los Animales», hubiera sido individualizada en Grecia de varias formas, como Hera, Artemisa, Afrodita, Deméter y Atenea», admite Walter Burkert, pero añade: «La idea de una Dueña o Señora de los Animales a la que deben poner de su lado los cazadores está muy difundida y es muy posiblemente de origen paleolítico; en la religión oficial de los griegos sobrevive como poco más que al nivel de folclore.

Potnia, que significa ‘señora’ o ‘esposa’, es una forma femenina relacionada con potis, forma masculina que significa ‘señor’ o ‘esposo’. Potnia fue una palabra micénica, heredada por el griego antiguo con el mismo significado, que tiene un paralelo exacto en el sánscrito patnī.
Cuando Homero menciona una potnia theron es a Artemisa a quien alude, y la fórmula ya parece bien probada. Pero en el himno homérico a Afrodita, esta es seguida por las sagradas laderas del monte Ida (normalmente la morada de Cibeles, la Madre Montaña) por zalameros lobos, leones, osos y panteras. Bajo su hechizo se unen en sus guaridas.
Una famosa impresión de un sello minoico desenterrada por Sir Arthur Evans muestra una diosa anónima blandiendo una lanza de pie sobre una representación de una montaña, flanqueada por leones rampantes en exactamente la misma posición que ocupan en la Puerta de los Leones de Micenas. Tras ella aparecen altares con cuernos del tipo que aún se ven en Chipre, y un hijo, consorte, rey o adorador eleva sus manos en señal de veneración. Con independencia de cómo la llamasen los minoicos, se trata de una forma de Potnia, la ‘Señora’. Las posibles relaciones con una Diosa Madre neolítica son vagas aunque tentadoras. Una primitiva pintura de la cultura naqada (4400–3000 a. C.) de Egipto también muestra una figura flanqueada por dos leonas rampantes.

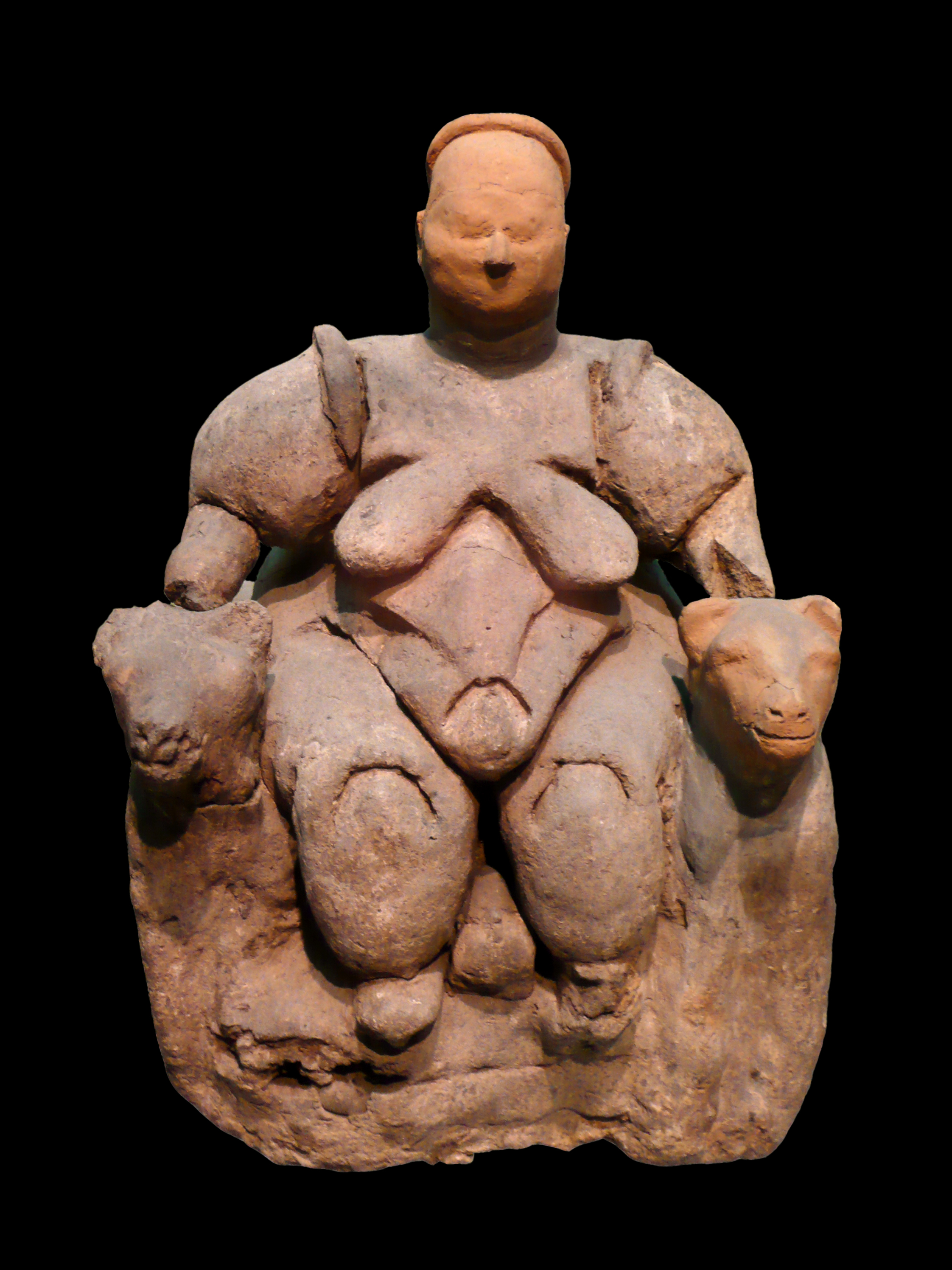
Una diosa madre sentada con dos leones a sus flancos; creada durante el Neolítico (hacia el 6000-5500 a. C.), en la aldea Çatalhöyük. En la actualidad se encuentra en el Museo de Civilizaciones Anatolias, en Ankara (Turquía).

No todos los aspectos de la Señora pueden ser identificados con Potnia theron o con los descendientes olímpicos de este aspecto de la Diosa (Artemisa y otras). Entre las tablillas micénicas de Pilos inscritas en lineal B, John Chadwick identificó una conteniendo la frase a-ta-na-po-ti-ni-ja: «Ningún experto en griego podría leer la primera palabra sin dividirla en Athana potnia, ‘Señora Atenea’, casi un eco de la forma homérica, potni(a) Athenaie», escribió. En las tablillas micénicas de Pilos, potnia va casi siempre acompañada por un epíteto, caracterizando un lugar o función particular de la Señora. Chadwick, Kerényi y otros afirman que estas Potniai fueron asociadas por los griegos clásicos con Deméter y su hija Perséfone, que se convirtió en la reina del Hades. En Pilos, las tablillas identifican a las «Dos Reinas y Poseidón» y las «Dos Reinas y el Rey», siendo «Poseidón» (arcaico Potidaon) un cognado adecuado de potis (véase más arriba).
La diosa identificada simplemente como Orthia en inscripciones de su santuario cerca de Esparta (véase la ilustración) fue absorbida por Artemisa bajo la influencia de la cultura olímpica, como Artemisa Ortia. La imagen de culto de su altar era una antigua figura de madera, una xoana.